# Shownu
Shownu, de son vrai nom Son Hyeon Wu (coréen : 손현우), est un chanteur et danseur sud-coréen né le 18 juin 1992 à Changdong, Donbonggu, Séoul, en Corée du Sud. Depuis 2015, il est membre du boys band sud-coréen Monsta X, formé par le label Starship Entertainment, où il occupe la position de leader ainsi que de danseur principal et chanteur secondaire.

## Biographie

### Avant ses débuts
Avant de devenir stagiaire à la Starship Entertainment, Shownu a été stagiaire à la JYP Entertainment pendant environ 2 ans. Il a ainsi pu côtoyer les futurs membres des groupes de Kpop les plus connus tels que le boys-band Got7 ou encore le girl group Miss A avec qui il a pu s’entraîner régulièrement. La JYP avait proposé à l'artiste d'intégrer Got7, mais celui-ci a refusé. Il aurait pris cette décision par désaccord avec ce que l'agence attendait de lui en tant que membre du boys-band et qu'il n'était pas encore prêt à débuter. Il a donc décidé de quitter l'agence lors de cette même période.
Néanmoins, il intègre quelque temps plus tard l'équipe des danseurs lors des performances lives de la chanteuse sud-coréenne Lee Hyori,.
Par la suite, Shownu devient stagiaire à la Starship Entertainment.

### Carrière (depuis 2015)
La carrière musicale de Shownu débute officiellement dès 2015, après sa participation, en 2014, au programme télévisé NO.MERCY organisé par le label sud-coréen Starship Entertainment afin de trouver les membres de son nouveau boys band. Le programme, diffusé à partir de décembre 2014, est composé de 10 épisodes et dévoile 12 stagiaires de l'agence en compétition afin de devenir membre du futur boys band. Shownu est alors stagiaire de l'agence et participe ainsi à l'émission. Après des semaines de compétition, le dernier épisode de NO.MERCY, diffusé le 11 février 2015, révèle tour à tour les stagiaires choisis pour intégrer le nouveau groupe. Shownu est alors annoncé comme étant le deuxième membre sélectionné pour rejoindre le groupe. Depuis, il occupe la position de leader mais il est également danseur principal et chanteur secondaire du boys-band Monsta X. Par ailleurs, c'est Shownu lui-même qui crée la majorité des chorégraphies réalisées lors des performances du groupe.
Le 21 juin 2015, Shownu fait une apparition avec Wonho dans le clip de Shake it du girl group Sistar, également formé par Starship Entertainment.

## Discographie

### Mini-album (EP)
| Titre                      | Détails | Classement | Ventes                |
| Titre                      | Détails | COR        | Ventes                |
| -------------------------- | --- | ---------- | --------------------- |
| The Unseen (avec Hyungwon) | - Date de sortie : 25 juillet 2023 - Label : Starship Entertainment - Formats : CD, téléchargement numérique, streaming | 6          | COR : plus de 176 000 |